# Humanzentrifuge

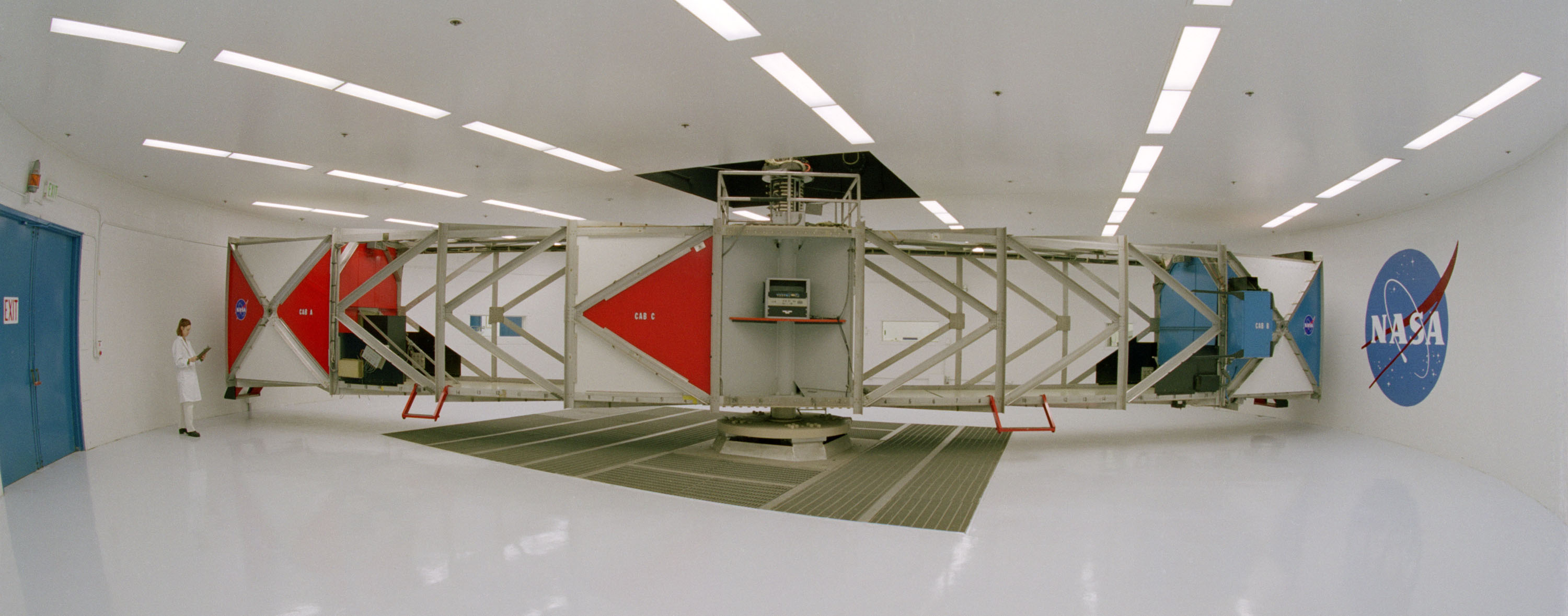
20-g-Humanzentrifuge im Ames Research Center

Die Humanzentrifuge ist eine große Zentrifuge. Dieses technische Gerät besteht aus einer Kabine, welche über den Arm mit einem drehbaren Lager verbunden ist. Durch Rotation der Zentrifuge erfährt der in der Kabine sitzende oder liegende Mensch eine Zentrifugalkraft. Diese Kraft kann ein mehrfaches der normalen Gewichtskraft betragen. Die Belastung wird auch als g-Kraft in Vielfachen der normalen Fallbeschleunigung g angegeben.

## Anwendung
Die Humanzentrifuge wird genutzt, um mögliche Auswirkungen größerer Kräfte auf den Menschen zu untersuchen. Ferner dient sie dazu, Piloten und Astronauten einem Training zu unterziehen. Des Weiteren werden mit ihr auch Gegenstände und Bauteile getestet.
Beim Start einer Rakete kommt es zu Beschleunigungen von bis zu 4 g, Kampfjets und ihre Piloten erfahren bei bestimmten Flugmanövern Beschleunigungen von bis zu 10 g. Dieser Umstand muss sowohl technisch als auch körperlich bewältigt werden und deswegen werden Humanzentrifugen für die Flug- und Raumfahrtmedizin genutzt.

## Auswirkungen
Je schneller sich die Humanzentrifuge dreht, umso höher ist die Gefahr der Bewusstlosigkeit eines in der Kabine liegenden Menschen. Das Blut in den Adern folgt der Zentrifugalkraft, die radial von der Rotationsachse aus nach außen gerichtet ist. Das Blut wird vom Gehirn zu den Füßen gedrückt, wodurch das Gehirn nicht mehr mit ausreichend Blut versorgt werden kann. Diesem Umstand wirken so genannte Anti-g-Anzüge entgegen.